# Passage du Ponceau
Passage du Ponceau är en täckt passage i Quartier de Bonne-Nouvelle i Paris andra arrondissement. Passagen är uppkallad efter en, numera försvunnen, liten gångbro över områdets avloppskanal. Passage du Ponceau börjar vid Boulevard de Sébastopol 119 och slutar vid Rue Saint-Denis 212.

## Bilder
| - Gatuskylt. - Notre-Dame-de-Bonne-Nouvelle. - Square Émile-Chautemps. - Området kring Rue du Ponceau. Utsnitt från Truschets och Hoyaus karta över Paris från år 1552. |

## Omgivningar
- Notre-Dame-de-Bonne-Nouvelle
- Square Émile-Chautemps
- Cour du Roi-François
- Rue du Ponceau
- Rue Guérin-Boisseau
- Rue du Caire
- Passage du Caire

## Kommunikationer
- Tunnelbana – linjerna   – Réaumur – Sébastopol
- Busshållplats Réaumur – Sébastopol – Paris bussnät

### Webbkällor
- ”Passage du Ponceau”. Mairie de Paris. https://web.archive.org/web/20160303210544/http://www.v2asp.paris.fr/commun/v2asp/v2/nomenclature_voies/Voieactu/7546.nom.htm. Läst 5 oktober 2023.
- ”Passage du Ponceau (2ème arrondissement)”. Les rues de Paris. https://web.archive.org/web/20190926222830/http://www.parisrues.com/rues02/paris-02-passage-du-ponceau.html. Läst 5 oktober 2023.